# Янка Ніколова
Янка Ніколова — болгарська вчена у галузі археології та медієвістики, доцент, заступниця декана історичного факультету Великотирновського університету.

## Життєпис
Янка Ніколова народилася 15 серпня 1922 року в Карайсені, Велико-Тирново.
Після здобуття вищої освіти за спеціальністю «Історія» в Софійському університеті «Св. Климент Охридський» у 1952 році почала працювати кураторкою в Окружному історичному музеї — Велико Тирново. До 1963 року була його директоркою.
Її університетська кар'єра у Великотирновському університеті почалася з її обрання доцентом кафедри археології в 1963 році. Накопичений адміністративний досвід на посаді директора Історичного музею допоміг Янці Ніколовій у її роботі заступникцею декана ІФ (1968—1972), заступницею ректора (1968—1980), завідувачкою НДЦ ВТУ та завідувач кафедри «Стародавньої та середньовічної історії, археології та етнографії». Як багаторічна викладачка університету читала курси лекцій із загальної археології та археології Другого Болгарського царства. Паралельно вела гурток археології. Вона також займала численні інші посади як член різних комітетів і редакційних колегій. Була членом Бюро та головою секції в Болгарському історичному товаристві, членом спеціалізованої вченої ради з «Античної та середньовічної історії, археології та етнографії», факультетської та вченої рад.
Багатогранна наукова діяльність професора Янки Ніколової відображена у вражаючому списку її публікацій. Вже її кандидатська дисертація 1972 р., присвячена темі «Житловий і побутовий побут в Тирново в XII—XIV ст. разом з археологічними дослідженнями ранньо- та пізньосередньовічних міст і поселень» окреслюють її постійний інтерес до середньовічної археології. Характерними для вивчення та дослідження історії середньовічної болгарської столиці Тарновграда є об'єкти «Квартал біля західного підніжжя Моминої фортеці», «Північний схил Моміної фортеці», «Болярське житло Царевця», «Палац Царевця», «Південна поперечна кріпосна стіна Царевця», «Церква св. Димитар» і «Килифарев монастир», з присвяченими їм книгами і дослідженнями.